# Macajuba
Macajuba est une municipalité brésilienne de l'État de Bahia et la Microrégion d'Itaberaba.